# Grå junglehøne
Grå junglehøne (latin: Gallus sonneratii) er en hønsefugl, der lever i Indien. Dens mørke fjer med gul- og hvid-emaljeret overflade har traditionelt været skattet blandt fluebindere.